# Acroporium ramicola
Acroporium ramicola är en bladmossart som beskrevs av Brotherus 1925. Acroporium ramicola ingår i släktet Acroporium och familjen Sematophyllaceae. Inga underarter finns listade i Catalogue of Life.